# 찰링 코프만스
찰링 코프만스(네덜란드어: Tjalling Charles Koopmans, 1910년 8월 28일 ~ 1985년 2월 26일)는 레오니드 칸토로비치와 함께 1975년 노벨 경제학상을 수상한 수학자이자 경제학자이다.
코프만스는 네덜란드 노르트홀란트주에서 태어나 17살에 수학 전공으로 위트레흐트 대학교에서 대학 교육을 시작했다. 3년 뒤 1930년 그는 전공을 이론물리학으로 바꾸었다. 1933년에 얀 틴베르헌을 만나 그에게 수리경제학을 배우기 위해 암스테르담으로 이사를 갔다. 코프만스는 이 때 수리경제학 외에도 계량경제학과 통계학을 연구하였다. 1936년에 그는 박사학위를 취득하고 레이던 대학교를 졸업하였다.
코프만스는 1940년에 미국으로 이사를 갔다. 이때 그는 워싱턴 D.C.에서 잠시 정부 아래에서 일하였다. 그 후 코프만스는 시카고로 이사를 가 시카고 대학교와 연관된 콜스 경제학연구위원회에 들어갔다. 1946년에 그는 미국의 귀화시민이 되었다. 1955년 코프만스는 시카고 대학교의 반응이 거세지자 콜스 경제학연구위원회를 예일 대학교로 옮겼다.
코프만스의 초기 연구 중 하트리-폭 방법과 관련된 업적은 양자화학에서 잘 알려져 있는 코프만스 정리와 관련되어 있다. 코프만스는 레오니트 칸토로비치와 함께 1975년에 노벨 경제학상을 수상하였다.

## 같이 보기
- 선형 계획법